# Çataldut, Çüngüş
Çataldut là một xã thuộc huyện Çüngüş, tỉnh Diyarbakır, Thổ Nhĩ Kỳ. Dân số thời điểm năm 2008 là 146 người.